# دیس‌کرازی
دیس‌کرازی (انگلیسی: Dyscrasia) در پزشکی باستان و امروزی به معنی هر یک از اختلالات بدن است. این واژه دارای ریشه یونانی باستان به معنای "مخلوط بد" است. این مفهوم به‌عنوان عدم تناسب مایعات بدن یا چهار حالت مزاج تعبیر می‌شد: بلغم، خون، صفرا و سودا. در پزشکی امروز، این اصطلاح هنوز هم گاهی در زمینه پزشکی برای یک اختلال نامشخص خون، مانند دیس‌کرازی سلول‌های پلاسما به کار می‌رود.